# Lorella Zanardo
Lorella Zanardo   (Milà, 16 de desembre de 1957) és una activista pels drets de les dones, escriptora i docent italiana, coautora el 2009 d'El cos de les dones, vídeo i llibre en què denuncia la utilització i la reïficació del cos de les dones pels mitjans de comunicació.

## Biografia
Naix a Milà al 1957. Es llicencià en Llengües i literatures estrangeres en la Universitat Catòlica de Milà, amb una tesi dedicada al dramaturg anglés Edward Bond, centrada en problemes social, la bogeria i la violència.(1)
Més tard, s'especialitzà en direcció empresarial i màrqueting en la Universitat Bocconi (1984).
Durant els seus estudis realitzà cursos en l'exterior. Va viatjar a Anglaterra, on va obtenir un certificat d'anglés, llengua i literatura en l'Acadèmia Anglesa d'Oxford. Hi va conéixer a Birna, una companya d'Islàndia que li va obrir els ulls a la situació de desigualtat de les dones i a la comparació de la situació d'Itàlia en relació amb altres estats europeus. Per a finançar-se els estudis, en aquest cas de llengua alemanya i literatura, treballà a Baviera com a mestra per a alumnes de 14 a 20 anys de Gastarbeiter, emigrants italians a Alemanya a la recerca de treball. També visqué un temps al Senegal treballant per a la Cambra de Comerç Italiana com a assistent d'idiomes per a empreses italianes exportadores a estats africans.
Treballà a Itàlia per a multinacionals com ara Unilever entre 1985 i 1990 i el Grup Mondadori entre 1995 i 1997. Fou consultora internacional com a Senior Traning Specialist a Bulgària per a la Comunitat Europea, i al Canadà.
El 2003 coordinà el primer màster en Business Ethics Management organitzat per Assoetica, patrocinat per l'Ajuntament de Milà. És cofundadora de Sportgate, una consultora empresarial.
El 2008, veient un programa de televisió, la copsà la representació denigrant de les dones i va decidir amb dos col·legues, un productor i un realitzador, crear un documental sobre la representació de la dona en la televisió.

### El cos de les dones
El 2009 fou coautora, amb Cesare Cantù i Marco Malfi Chindemi, del documental El cos de les dones, sobre la mercantilització del cos femení per part dels mitjans de comunicació italians, amb una selecció d'imatges de programes televisius. El vídeo, presentat a la primavera del 2009 en el seu bloc, ha estat vist en línia des de llavors per més de sis milions de persones i el transmeteren al maig en un capítol de "La Infidel" en el canal de televisió italià LA7 i posteriorment fou esmentat en altres mitjans de comunicació nacionals i internacionals. En el mateix any es projectà en el festival del documental social “Italians, brava gent” de Florència, i l'utilitzà el Comité d'igualtat d'oportunitats del Ministeri del desenvolupament econòmic. En alguns mitjans de comunicació destaquen el seu treball a favor dels drets de les dones.
El 2010 publica un llibre amb el mateix nom en l'editorial Feltrinelli, en què explica la creació del documental i les reaccions que provoca. Al setembre escriu un bloc per al diari Il fato quotidià. El 2011 presenta el documental en el Parlament europeu. L'associació The International Alliance for Women (TIAW) l'assenyala entre les dones que en aquell any contribuïren a promoure l'emancipació empresarial de les dones en el seu país. És membre de la Junta Directiva de WIN Conference, associació de dones professionals. El 2011 inicia amb Cesare Cantù, el programa d'educació Nous ulls per als mitjans de comunicació, per a estudiants i professorat. I presenta aquest projecte en diferents universitats del món.

### Sense demanar permís
El llibre Sense demanar permís i el vídeo homònim tracten sobre la metodologia per a treballar aquesta experiència en les escoles.
El 4 de desembre del 2013 fou invitada pel Ministeri d'Educació a parlar, en la jornada europea de Pares i Mares i l'escola sobre el projecte didàctic Nous ulls per als mitjans de comunicació. A la tardor del 2013 l'emissió Nautilus de la RAI Scuola la invita a debatre sobre la representació de les dones, les relacions amb els mitjans de comunicació i els joves sobre Nous ulls per als mitjans de comunicació.
El 2014 fou candidata a les eleccions al Parlament Europeu en la llista L'altra Europa amb Tsipras per la circumscripció d'Itàlia central.
Forma part de la Comissió sobre garanties, drets i deures per a la utilització d'internet, en la Cambra de diputats d'Itàlia.

## Premis i reconeixements
- Amb Giorgio Diritti, Premi Calamaio, Sasso Marconi[14]
- Amb Maria Navaro, Sigillo de la Pace, Florència[15]
- Premi Pisa Dona
- Premi Coloms d'Or per a la Pau.
- Hall of Fame Art Directors Club 2013, amb Erik Gandini i Giovanna Cosenza[16]

## Obres

### Vídeos
- Il corpo delle donne (El cos de les dones), Cesare Cantù, Marco Malfi Chindemi i Lorella Zanardo (2009).
- Sensa chiedere il permesso Arxivat 2018-08-29 a Wayback Machine. (Sense demanar permís), Lorella Zanardo, Producció: Antonella Rocchi i Paola Tralli, Muntatge: Cesare Cantù.

### Llibres
- Giuseppe Nitre, Lorella Zanardo, El sport sali in cattedra, l'azienda scende in camp, Apogeu, 198pp, 2009, ISBN 978-88-5032-889-5.
- Lorella Zanardo, Il corpo delle donne, Feltrinelli, 2010 ISBN 978-88-0717-186-4, ISBN 978-88-0794-214-3, 2011 ISBN 978-88-0772-250-9.
- Lorella Zanardo, Senza chiedere il permesso, Feltrinelli, 2012, ISBN 978-88-0717-241-0, ISBN 978-88-5880-851-1.
- Nichi Vendola, Moni Ovadia, Lorella Zanardo, Gennaro Migliore, Reprendre el camí, Editorial Base, 2012, ISBN 978-84-1526-754-6, ISBN 978-84-1526-785-0.